# Hariulfus

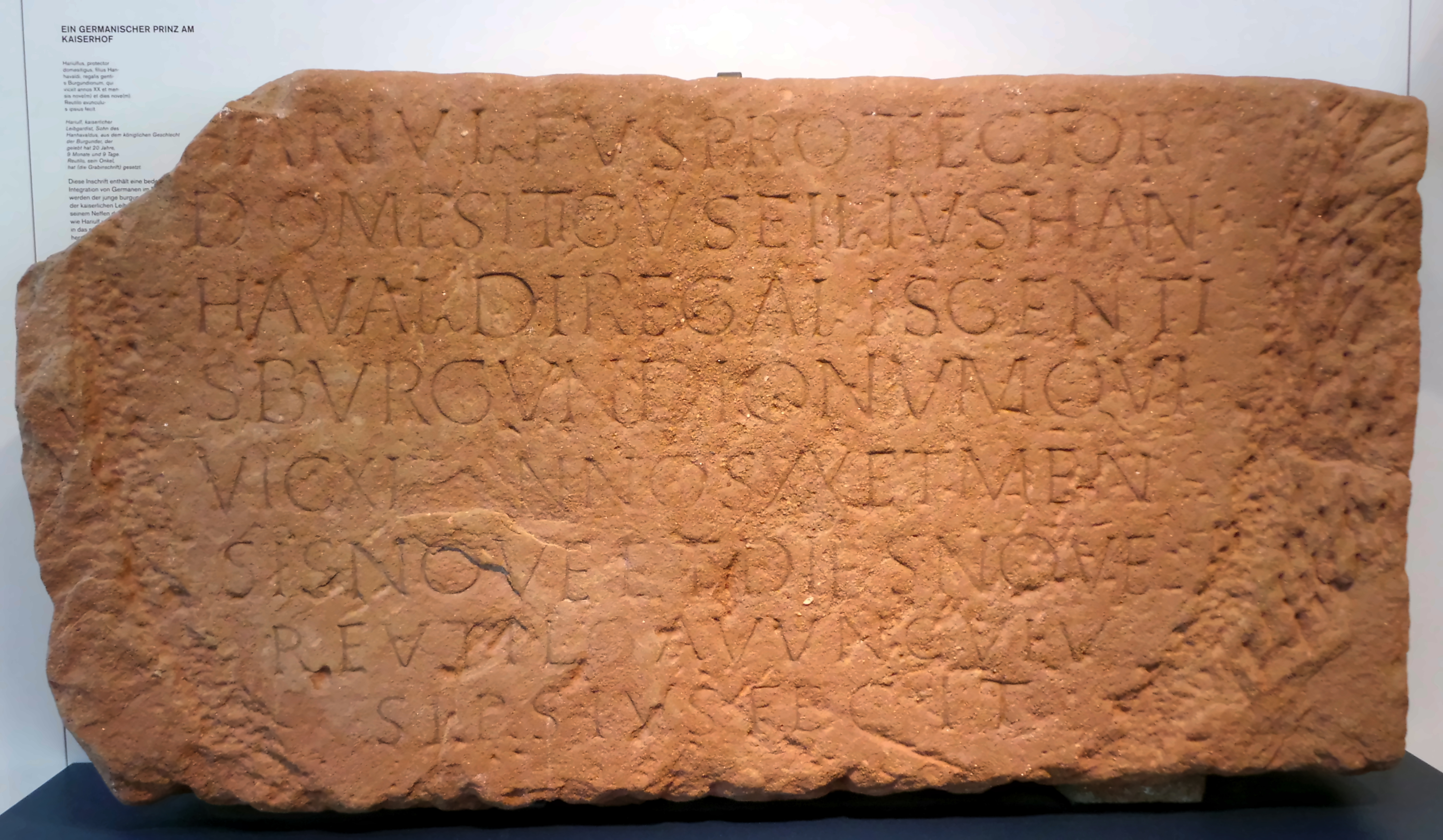
Grabstein des kaiserlichen Leibgardisten Hariulfus aus dem 4. Jahrhundert

Hariulfus oder Hariulf lebte im 4. Jahrhundert und war als protector domesticus ein Angehöriger der kaiserlichen spätrömischen Leibgarde.
Der junge Mann, der aus einem burgundischen, königlichen Geschlecht („regalis gentis Burgundionum“) stammte und Sohn eines Fürsten oder Unterkönigs namens Hanhavaldus war, verstarb im Alter von 20 Jahren. Sein Onkel Reutilo, der selbst anscheinend keine Position im römischen Heer innehatte, setzte ihm in Trier einen lateinischen Grabstein, der 1877 ausgegraben wurde und sich heute im Rheinischen Landesmuseum Trier befindet:

„Hariulfus protector / domes{i}ti<c=G>us <f=F>ilius Han/havaldi regalis genti/s Burgundionum qui / vi{c}xit annos XX et mens/{s}es nove(m) et dies nove(m) / Reutilo avunculu/s ipsius fecit“

„Hariulf, kaiserlicher Leibgardist, Sohn des Hanhavaldus, aus dem königlichen Geschlecht der Burgunder, der gelebt hat 20 Jahre, 9 Monate und 9 Tage. Reutilo, sein Onkel, hat (die Grabinschrift) gesetzt.“

Es handelt sich um den einzigen erhaltenen archäologischen Befund, der die Existenz eines Burgunders auf linksrheinischem Territorium nachweist. Außerdem ist der Grabstein einer der wenigen inschriftlichen Beweise für das in den literarischen Quellen häufig belegte Phänomen, dass hochrangige „Barbaren“ ins römische Heer aufgenommen wurden und darin zu hohen Posten aufsteigen konnten. Der Einstieg in diese Laufbahn erfolgte wie hier meist als Stabsoffizier bei den domestici, aus denen sich die Generäle (magistri militum) der spätrömischen Armee rekrutierten. Bei Hariulfus verhinderte wohl sein früher Tod die Fortführung dieser Laufbahn.
Vermutlich ist die Inschrift vor 392 entstanden, da ab diesem Jahr kein Kaiser mehr in Augusta Treverorum residierte und die protectores domestici zu dieser Zeit nach Mediolanum (Mailand) und später Ravenna verlegt wurden. Wegen des Fundorts wird die Inschrift meistens als christlich eingeordnet, obwohl sie selbst dafür keinen Nachweis bietet.